# Почему дураки влюбляются
«Почему дураки влюбляются» (англ. Fool for Love; вариант названия: «Без ума от любви») — американский художественный фильм 1985 года, поставленный режиссёром Робертом Олтманом по одноимённой пьесе Сэма Шепарда, который также написал сценарий фильма и исполнил одну из главных ролей. Фильм был представлен на Каннском кинофестивале в 1986 году.

## Сюжет
Эдди и Мэй — бывшие возлюбленные. Их любовь несколько лет назад дала трещину, и они расстались. Сейчас они вновь встретились в провинции и пытаются возобновить свои отношения. Инициатором возобновления отношений является Эдди, но всё идёт не слишком гладко.

## В ролях
| Актёр             | Роль   |
| ----------------- | ------ |
| Сэм Шепард        | Эдди   |
| Ким Бейсингер     | Мэй    |
| Гарри Дин Стэнтон | старик |
| Рэнди Куэйд       | Мартин |

## Музыка
Песни, вошедшие в саундтрек к фильму, написала Сэнди Роджерс, а Джим Гейнс из студии Record Plant выступил режиссёром звукозаписи. Саундтрек был выпущен звукозаписывающей компанией MCA Records и стал дебютным альбомом певицы. Песня «Fool for Love», которую Роджерс также написала специально для фильма, не вошла в саундтрек, однако позднее была использована в фильме Квентина Тарантино «Бешеные псы».

## Критика
На агрегаторе рецензий Rotten Tomatoes фильм набрал 79 % «свежести» на основе 14 обзоров. Роджер Эберт дал фильму три звезды из четырех и написал: «Альтман преуспел на двух уровнях, которые кажутся противоположными друг другу. Он снял мелодраму, почти мыльную оперу, в которой персонажи достигают своего рода благородства».